# 디지털 시그널 1
디지털 시그널 1(Digital Signal 1, DS1, DS-1)은 벨 연구소가 고안한 T 캐리어 시그널링 스킴이다. DS1은 미국, 캐나다, 일본에서 사용된 주요 디지털 전화 표준이며 전화선을 경유하여 최대 24개의 다중화된 음성 및 데이터 콜을 전송할 수 있다. E 캐리어는 미국, 캐나다, 일본, 대한민국 밖 T 캐리어를 대신해서 사용된다. DS1은 물리 T1 라인을 경유하여 사용되는 논리 비트 패턴이다. 실질적으로 DS1과 TS1은 번갈아가며 사용한다.
| 디지털 신호 지정 이름 | 라인 속도      | 채널 (DS0s) | 라인 |
| --------------------- | -------------- | ----------- | ---- |
| DS0                   | 64 kbit/s      | 1           |      |
| DS1                   | 1.544 Mbit/s   | 24          | T1   |
| DS1C                  | 3.152 Mbit/s   | 48          | T1C  |
| DS2                   | 6.312 Mbit/s   | 96          | T2   |
| DS3                   | 44.736 Mbit/s  | 672         | T3   |
| DS4                   | 274.176 Mbit/s | 4032        | T4   |
| DS5                   | 400.352 Mbit/s | 5760        | T5   |

## 같이 보기
- 디지털 시그널 0